# Staatspreis Multimedia und e-Business

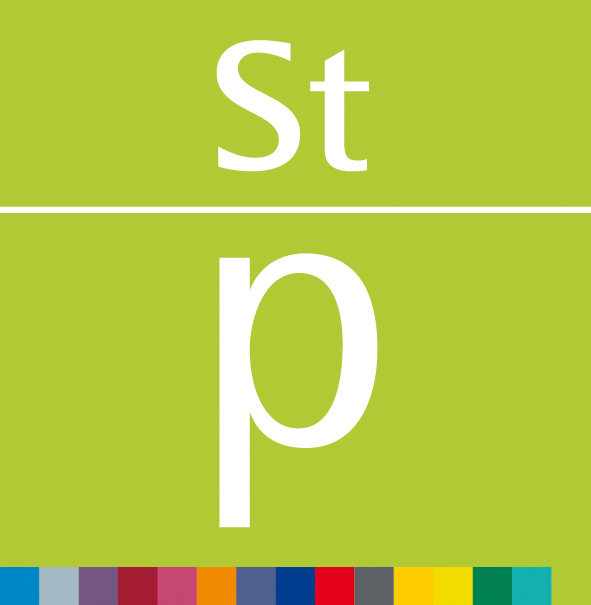
Logo des Staatspreises Multimedia und e-Business

Der Staatspreis Multimedia und e-Business war einer der Staatspreise der Republik Österreich und wurde von 1997 bis 2017 durch Juryentscheidung vom Bundesministerium für Wissenschaft, Forschung und Wirtschaft (BMWFW) für hervorragende Multimediaproduktionen und innovative e-Business Lösungen vergeben. Die Jury setzt sich aus Vertretern von Wirtschaft, Politik, Lehre und Forschung, sowie Fachjournalisten zusammen. Es werden neben dem Staatspreisträger auch Kategoriensieger ermittelt sowie ein Förder- und Sonderpreis vergeben.
Ab 2009 wurde der Staatspreis Multimedia und e-Business alle zwei Jahre vergeben.
Seit 2019 vergibt das Bundesministerium für Digitalisierung und Wirtschaftsstandort den Staatspreis Digitalisierung.

## Kategorien Wettbewerb 2015
- Tourismus, Kultur und Umwelt
- Wissen, Bildung, Nachrichten und Information
- Unterhaltung, Spiele, Imaging und Communities
- e-Commerce, m-Commerce und e-Marketing
- Enterprise Services, Technology Provider
- e-Health, e-Government, Bürgerservices und Open Data

## Staatspreisträger
- 2017:[5]
  - Staatspreis: SCARLETRED®Vision, SCARLETRED Holding GmbH
  - Innovationspreis: RadiologyExplorer, contextflow GmbH
  - Förderpreis: A Slice of Reality, A Slice of Reality / Fachhochschule St. Pölten GmbH
- 2015:[6]
  - Staatspreis: opera.live – NOUS Digital
  - Kategorie Wissen, Bildung, Nachrichten und Information: Der multisensuelle Infopoint der Wiener Linien – Telereal
  - Kategorie: Spiele, Unterhaltung, Imaging und Communities: Kategorie: Spiele, Unterhaltung, Imaging und Communities – zactrack Lightning Technologies
  - Kategorie: e-Commerce, m-Commerce, e-Marketing: Red Bull Mobile Collect Scanner – 9yards GmbH
  - Kategorie: Enterprise Services, Technology Provider: D.A.R.V.I.N. – SPINTOWER
  - Kategorie: e-Health, e-Government, Bürgerservice und Open Data: Offener Haushalt – KDZ – Zentrum für Verwaltungsforschung
  - Sonderpreis: Innovationspreis: 4D-Joystick – Kompetenznetzwerk Informationstechnologie zur Förderung der Integration von Menschen mit Behinderungen
- 2013:[7]
  - Staatspreis und e-commerce, m-commerce, b2b: pimcore – Open Source Content Management Framework (elements.at)
  - Kategorie Tourismus, Gesundheit, Umwelt und Kultur: hotelkit – tools to organize your hotel
  - Kategorie Wissen, Bildung, Nachrichten, Information: whatchado.net
  - Kategorie: Spiele und Unterhaltung: Ludwig
  - Kategorie: Social Media und e-Marketing: QGate - persönlicher mobile Controller
  - Kategorie: e-Government, Bürgerservice, Linked Open Data: buergermeldungen.com - direkte und schnelle Bürgerkommunikation
  - Sonderpreis: Innovationspreis: Catrobat
- 2011: Austria be touched, peyote cross design GmbH, EXPO Office Austria
- 2009: StokEd, Bongfish GmbH, PLAY.FM GmbH, everbill (epunet) – Blue Monkeys GmbH[8]
- 2008: Duale Zustellung (meinbrief.at), Raiffeisen Informatik GmbH
- 2007: edelwiser – interactive Ski Design, edelwiser Sporthandel GmbH
- 2006: Mozarthaus Vienna – Multimedia Installationen, checkpointmedia Multimediaproduktionen AG
- 2005: Gullivers Welt – Ars Electronica Future Lab
- 2004: Swarovski Birding – world-direct.at
- 2003: ALP Media Plan – ALP Media International Mountain Advertising GmbH
- 2002: Intersport Rent Webportal – elements.at
- 2001: www.xmasagent.com – sysis interactive simulations AG
- 2000: www.griffnerhaus.com – Webwerk Kommunikationsdesign GmbH
- 1999: BMW 7er Reihe – Nofrontiere Design
- 1998:[9]
  - Staatspreis: provoice 97 – proidee Tonproduktion
  - Nachwuchsförderungspreis: Jane Goodall – Ein Leben für die Schimpansen – Michael Neugebauer
  - Kategorie Bildung: Schmetterlinge im Bauch – Nofrontiere Design
  - Kategorie Business to Business: provoice 97 – proidee Tonproduktion
  - Kategorie Spiele: Der Industriegigant – JoWood Productions Software
  - Sonderpreis: xarch – experimenteller Architekturserver – Wolfgang Reinisch et al.
- 1997:[10]
  - Staatspreis: Visionäre im Exil – Science Wonder Productions, Michael Perin – Wogenburg
  - Kategorie Bildung: Mit anderen Augen
  - Kategorie Internationale Produktionen: rom.retour – Die Eisenbahn in der Schweiz 1847–1997
  - Kategorie Informationssysteme: Nationalpark Hohe Tauern
  - Kategorie Spiele: Geri Simulator